# Campeonato Mundial de Atletismo Juvenil de 2009
O Campeonato Mundial de Atletismo Juvenil de 2009 foi a sexta edição do Campeonato Mundial de Atletismo Juvenil. Foi realizado em Bressanone, Itália, de 8 a 12 de julho de  2009. Os atletas deveriam ter 16 ou 17 anos em 31 de dezembro de 2009 (nascidos em 1992 ou 1993) para competir.

## Resultados

### Masculino
| Evento                 | Ouro | Ouro                 | Prata                            | Prata       | Bronze                                             | Bronze      |
| ---------------------- | --- | -------------------- | -------------------------------- | ----------- | -------------------------------------------------- | ----------- |
| 100 m                  | Prezel Hardy · Estados Unidos | 10.57                | Aaron Brown · Canadá             | 10.74       | Giovanni Galbieri · Itália                         | 10.79       |
| 200 m                  | Kirani James · Granada | 21.05 PB             | Alberto Gavalda · Espanha        | 21.33 SB    | Keenan Brock · Estados Unidos                      | 21.39       |
| 400 m                  | Kirani James · Granada | 45.24 CR WL PB       | Joshua Mance · Estados Unidos    | 46.22 PB    | Awadelkarim Elyas · Sudão                          | 47.15 SB    |
| 800 m                  | Johan Rogestedt · Suécia | 1:50.92 PB           | Peter Langat Kiplangat · Quénia  | 1:50.97     | Nicholas Kiplangat Kipkoech · Quénia               | 1:51.01     |
| 1500 m                 | Gideon Kiage Mageka · Quénia | 3:37.36 WL           | Caleb Mwangangi Ndiku · Quénia   | 3:38.42     | Girma Bekele · Etiópia                             | 3:39.88 PB  |
| 3000 m                 | Isaac Kiplagat Koech · Quénia | 7:51.51 CR           | David Kiprotich Bett · Quénia    | 7:52.13 PB  | Goitom Kifle · Eritreia                            | 8:05.83 PB  |
| 2000 m Obs.            | Hillary Kipsang Yego · Quénia | 5:25.33 WL           | Peter Kibet Lagat · Quénia       | 5:26.59 PB  | Desta Alemu · Etiópia                              | 5:37.32 PB  |
| 110 m B 91.4 cm        | Dale Morgan · Estados Unidos | 13.28 WL             | Jack Meredith · Grã-Bretanha     | 13.33 PB    | Gregory MacNeil · Canadá                           | 13.51       |
| 400 m B 84.0 cm        | Norge Sotomayor · Cuba | 51.30 WL             | Jeremiah Kipkorir Mutai · Quénia | 51.45 PB    | Jose Reynaldo Bencosme de Leon · Itália            | 51.74       |
| Marcha atlética 10 km  | Hagen Pohle · Alemanha | 41:35.99 CR WL PB    | Dementiy Cheparev · Rússia       | 41:53.76 PB | Ihor Lyashchenko · Ucrânia                         | 42:01.90 PB |
| Revezamento medley     | Estados Unidos | 1:50.33 WR (Juvenil) | Brasil                           | 1:52.66 SB  | Japão                                              | 1:52.82 SB  |
| Salto em altura        | Dmitriy Kroyter · Israel | 2.20                 | Janick Klausen · Dinamarca       | 2.20 PB     | Django Lovett · Canadá · Daniil Tsyplakov · Rússia | 2.17 PB     |
| Salto com vara         | Min-Sub Jin · Coreia do Sul | 5.15 PB              | Carlo Paech · Alemanha           | 5.10        | Daniel Clemens · Alemanha                          | 5.10        |
| Salto em distância     | Supanara S. N. A. · Tailândia | 7.65 PB              | Stefan Brits · África do Sul     | 7.57        | Yannick Roggatz · Alemanha                         | 7.53 PB     |
| Salto em distância     | Ao vencer o salto em distância, Supanara Suksawasti Na Ayutaya (S. N. A.) se tornou o primeiro finalista, medalhista e campeão em um evento mundial de atletismo de qualquer categoria da história da Tailândia. Ele é um descendente do Rei Rama IV. |                      |                                  |             |                                                    |             |
| Salto triplo           | Benjamin Williams · Grã-Bretanha | 15.91 PB             | Supanara S. N. A. · Tailândia    | 15.70 PB    | Aleksandr Yurchenko · Rússia                       | 15.66 PB    |
| Arremesso de peso 5 kg | Ryan Crouser · Estados Unidos | 21.56 CR             | Krzysztof Brzozowski · Polónia   | 20.89 PB    | Frans Schutte · África do Sul                      | 20.37 PB    |
| Disco 1.500 kg         | Hamid Manssour · Síria | 64.20                | Ryan Crouser · Estados Unidos    | 61.64       | Traves Smikle · Jamaica                            | 61.22 PB    |
| Martelo 5 kg           | Hongqiu Chen · China | 74.93 WL PB          | Suhrob Khodjaev · Tajiquistão    | 73.29 PB    | Tomas Kruzliak · Eslováquia                        | 72.17       |
| Dardo 700g             | Shih-Feng Huang · Taipé Chinesa | 74.00                | Killian Durechou · França        | 73.54       | Braian Toledo · Argentina                          | 73.44 PB    |
| Octatlo                | Kevin Mayer · França | 6478 WL              | Mohd Ahmed Al-Mannai · Catar     | 6232 PB     | Steffen Klink · Alemanha                           | 6217 PB     |

### Feminino
| Evento               | Ouro | Ouro        | Prata                                              | Prata           | Bronze                                         | Bronze      |
| -------------------- | --- | ----------- | -------------------------------------------------- | --------------- | ---------------------------------------------- | ----------- |
| 100 m                | Jodie Williams · Grã-Bretanha | 11.39 WL PB | Allison Peter · U.S. Ilhas Virgens                 | 11.47 PB        | Ashton Purvis · Estados Unidos                 | 11.48 SB    |
| 100 m                | Jodie Williams, de 15 anos, conseguiu o título dos 100 m com o forte tempo de 11.39. Esse é também um recorde pessoal da atleta, que não perde uma final dos 100 m desde 2007.                                              |             |                                                    |                 |                                                |             |
| 200 m                | Jodie Williams · Grã-Bretanha | 23.08 WL    | Allison Peter · U.S. Ilhas Virgens                 | 23.08 WL        | Ashton Purvis · Estados Unidos                 | 23.15 PB    |
| 400 m                | Ebony Eutsey · Estados Unidos | 52.88       | Michelle Brown · Estados Unidos                    | 53.44           | Sandra Wagner · Suécia                         | 53.52 PB    |
| 800 m                | Cherono Koech · Quénia | 2:01.67 CR  | Ciara Mageean · Irlanda                            | 2:03.07 PB      | Rowena Cole · Grã-Bretanha                     | 2:03.83 PB  |
| 1500 m               | Nelly Chebet Ngeiywo · Quénia | 4:12.76 PB  | Gete Dima · Etiópia                                | 4:15.16         | Amela Terzic · Sérvia                          | 4:16.71 PB  |
| 3000 m               | Purity Cherotich Rionoripo · Quénia | 9:03.79     | Jackline Chepngeno · Quénia                        | 9:05.93 PB      | Genet Yalew · Etiópia                          | 9:08.95 PB  |
| 2000 m Obs.          | Korahubsh Itaa · Etiópia | 6:11.83 WYR | Lucia Kamene Muangi · Quénia                       | 6:11.90 PB      | Halima Hassen · Etiópia                        | 6:16.83 PB  |
| 100 m B 76.2 cm      | Isabelle Pedersen · Noruega | 13.23       | Kori Carter · Estados Unidos                       | 13.26 PB        | Bridgette Owens · Estados Unidos               | 13.39 PB    |
| 100 m B 76.2 cm      | Com essa vitória, Isabelle Pedersen se tornou a primeira campeã mundial juvenil da Noruega na história. Seu tempo de 13.20 nas semifinais foi o recorde nacional e o terceiro melhor tempo da história dos eventos Juvenis. |             |                                                    |                 |                                                |             |
| 400 m B              | Vera Rudakova · Rússia | 57.83 WL    | Danielle Dowie · Jamaica                           | 58.62           | Deborah Rodriguez · Uruguai                    | 59.71 PB    |
| Marcha atlética 5 km | Elena Lashmanova · Rússia | 22:55.45 WL | Yanelli Caballero · México                         | 22:59.27 PB     | Svetlana Vasilyeva · Rússia                    | 23:00.15 PB |
| Revezamento medley   | Estados Unidos | 2:04.32 WL  | Hungria                                            | 2:09.22 PB      | Roménia                                        | 2:09.25 PB  |
| Salto em altura      | Alessia Trost · Itália | 1.87        | Marina Kuchina · Rússia · Amy Pejkovic · Austrália | 1.85 PB 1.85 PB |                                                |             |
| Salto em altura      | A italiana de 16 anos é a primeira atleta do país a ganhar uma medalha de ouro no Mundial Juvenil. |             |                                                    |                 |                                                |             |
| Salto com vara       | Angelica Bengtsson · Suécia | 4.32 WL     | Michaela Meijer · Suécia                           | 4.10            | Felicia Horvath · Hungria · Tatyana Stetsyuk · | 4.00 PB     |
| Salto em distância   | Minjia Lu · China | 6.22        | Alina Rotaru · Roménia                             | 6.09            | Jennifer Clayton · Estados Unidos              | 6.05        |
| Salto triplo         | Yana Borodina · Rússia | 13.63 WL    | Lina Deng · China                                  | 13.57 PB        | Valeriya Kanatova · Uzbequistão                | 13.45       |
| Arremesso de peso    | Lena Urbaniak · Alemanha | 15.28       | Margaret Satupai · Samoa                           | 14.96 SB        | Yangzi Dong · China                            | 14.65 PB    |
| Disco                | Shanshan Li · China | 51.65       | Alex Collatz · Estados Unidos                      | 50.09           | Shanice Craft · Alemanha                       | 49.15       |
| Martelo              | Barbara Spiler · Eslovénia | 59.33       | Kivilcim Kaya · Turquia                            | 57.91 SB        | Bianca Lazar Fazecas · Roménia                 | 56.41 PB    |
| Dardo                | Anastasiya Svechnikova · Uzbequistão | 53.25 SB    | You Wu · China                                     | 52.04 PB        | Laura Henkel · Alemanha                        | 51.47 PB    |
| Heptatlo             | Katarina Thompson · Grã-Bretanha | 5750 WL     | Laura Ikauniece · Letónia                          | 5647 PB         | Kira Biesenbach · Alemanha                     | 5423 PB     |

## Quadro de medalhas
| Ordem | País                     | Medalha de ouro | Medalha de prata | Medalha de bronze | Total |
| ----- | ------------------------ | --------------- | ---------------- | ----------------- | ----- |
| 1     | Quênia                   | 6               | 7                | 1                 | 14    |
| 2     | Estados Unidos           | 6               | 5                | 5                 | 16    |
| 3     | Reino Unido              | 4               | 1                | 1                 | 6     |
| 4     | Rússia                   | 3               | 2                | 4                 | 9     |
| 5     | China                    | 3               | 2                | 1                 | 6     |
| 6     | Alemanha                 | 2               | 1                | 6                 | 9     |
| 7     | Suécia                   | 2               | 1                | 1                 | 4     |
| 8     | Granada                  | 2               | 0                | 0                 | 2     |
| 9     | Etiópia                  | 1               | 1                | 4                 | 6     |
| 10    | França                   | 1               | 1                | 0                 | 1     |
| 10    | Tailândia                | 1               | 1                | 0                 | 2     |
| 12    | Itália                   | 1               | 0                | 2                 | 3     |
| 13    | Uzbequistão              | 1               | 0                | 1                 | 1     |
| 14    | Cuba                     | 1               | 0                | 0                 | 1     |
| 14    | Israel                   | 1               | 0                | 0                 | 1     |
| 14    | Coreia do Sul            | 1               | 0                | 0                 | 1     |
| 14    | Noruega                  | 1               | 0                | 0                 | 1     |
| 14    | Eslovênia                | 1               | 0                | 0                 | 1     |
| 14    | Síria                    | 1               | 0                | 0                 | 1     |
| 14    | Taipé Chinesa            | 1               | 0                | 0                 | 1     |
| 21    | Ilhas Virgens Americanas | 0               | 2                | 0                 | 2     |
| 22    | Canadá                   | 0               | 1                | 2                 | 3     |
| 22    | Roménia                  | 0               | 1                | 2                 | 3     |
| 24    | Hungria                  | 0               | 1                | 1                 | 2     |
| 24    | Jamaica                  | 0               | 1                | 1                 | 2     |
| 24    | África do Sul            | 0               | 1                | 1                 | 2     |
| 27    | Austrália                | 0               | 1                | 0                 | 1     |
| 27    | Brasil                   | 0               | 1                | 0                 | 1     |
| 27    | Dinamarca                | 0               | 1                | 0                 | 1     |
| 27    | Irlanda                  | 0               | 1                | 0                 | 1     |
| 27    | Letónia                  | 0               | 1                | 0                 | 1     |
| 27    | México                   | 0               | 1                | 0                 | 1     |
| 27    | Polónia                  | 0               | 1                | 0                 | 1     |
| 27    | Catar                    | 0               | 1                | 0                 | 1     |
| 27    | Samoa                    | 0               | 1                | 0                 | 1     |
| 27    | Espanha                  | 0               | 1                | 0                 | 1     |
| 27    | Tajiquistão              | 0               | 1                | 0                 | 1     |
| 27    | Turquia                  | 0               | 1                | 0                 | 1     |
| 39    | Argentina                | 0               | 0                | 1                 | 1     |
| 39    | Eritreia                 | 0               | 0                | 1                 | 1     |
| 39    | Japão                    | 0               | 0                | 1                 | 1     |
| 39    | Sérvia                   | 0               | 0                | 1                 | 1     |
| 39    | Eslováquia               | 0               | 0                | 1                 | 1     |
| 39    | Sudão                    | 0               | 0                | 1                 | 1     |
| 39    | Ucrânia                  | 0               | 0                | 1                 | 1     |
| 39    | Uruguai                  | 0               | 0                | 1                 | 1     |

Toda a informação foi retirada do site da IAAF.